# .hr
.hr (Hrvatska, nome em croata) é o código TLD (ccTLD) na Internet para a Croácia.